# César Moro

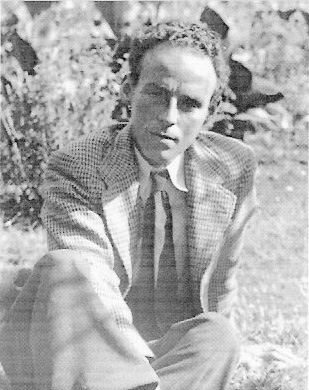
Imagem do poeta e pintor César Moro.

César Moro (Lima, 19 de agosto de 1903 - 10 de janeiro de 1956), nascido Alfredo Quíspez Asín, foi um poeta e pintor peruano, vinculado ao Surrealismo. 

## Vida
Tendo ido viver na França a fim de estudar balé e divulgar seus livros , teve contato com Benjamin Péret, Paul Éluard e André Breton. Voltando ao Peru, em 1935 organiza com o poeta Emilio Adolfo Westphalen, a primeira exposiçãp surrealista da América Latina, na cidade de Lima. 
Porém, é exilado por razões políticas, indo viver no México em 1938, após ter publicado um boletim clandestino em defesa da República Espanhola, finalmente derrotada pelas forças golpistas de Francisco Franco em 1939. 
Em 1940, organiza com o pintor mexicano Wolfgang Paalen e André Bretón a Exposição Internacional do Surrealismo. 
Em 1944, se afastou publicamente do surrealismo ortodoxo e voltou a Lima em 1948, fazendo amizade com o francês André Coyné, seu amante e protetor, que foi o seu testamenteiro literário, organizando, publicando e divulgando suas obras após a morte do poeta .

## Obras
- La tortuga ecuestre (1938)
- Cartas (1939)
- Lettre d'amour (1939)
- El castillo de Grisú (1941)
- Le château de grisou (1943)
- L'ombre du paradisier et autres textes (1944)
- Trafalgar Square (1954)
- Amour à mort (1955)
- Los anteojos de azufre (1958)